# سیارک ۲۶۸۸۷
سیارک ۲۶۸۸۷ (به انگلیسی: 26887 Tokyogiants، نامگذاری:1994TO15) بیست و شش هزار و هشتصد و هشتاد و هفتمین سیارک کشف شده‌است که در ۱۴ اکتبر ۱۹۹۴ کشف شد.